# Castelmoron-sur-Lot
Castelmoron-sur-Lot è un comune francese di 1 801 abitanti situato nel dipartimento del Lot e Garonna nella regione della Nuova Aquitania.

## Società

### Evoluzione demografica
Abitanti censiti